# Hochhaus Riesstraße 82

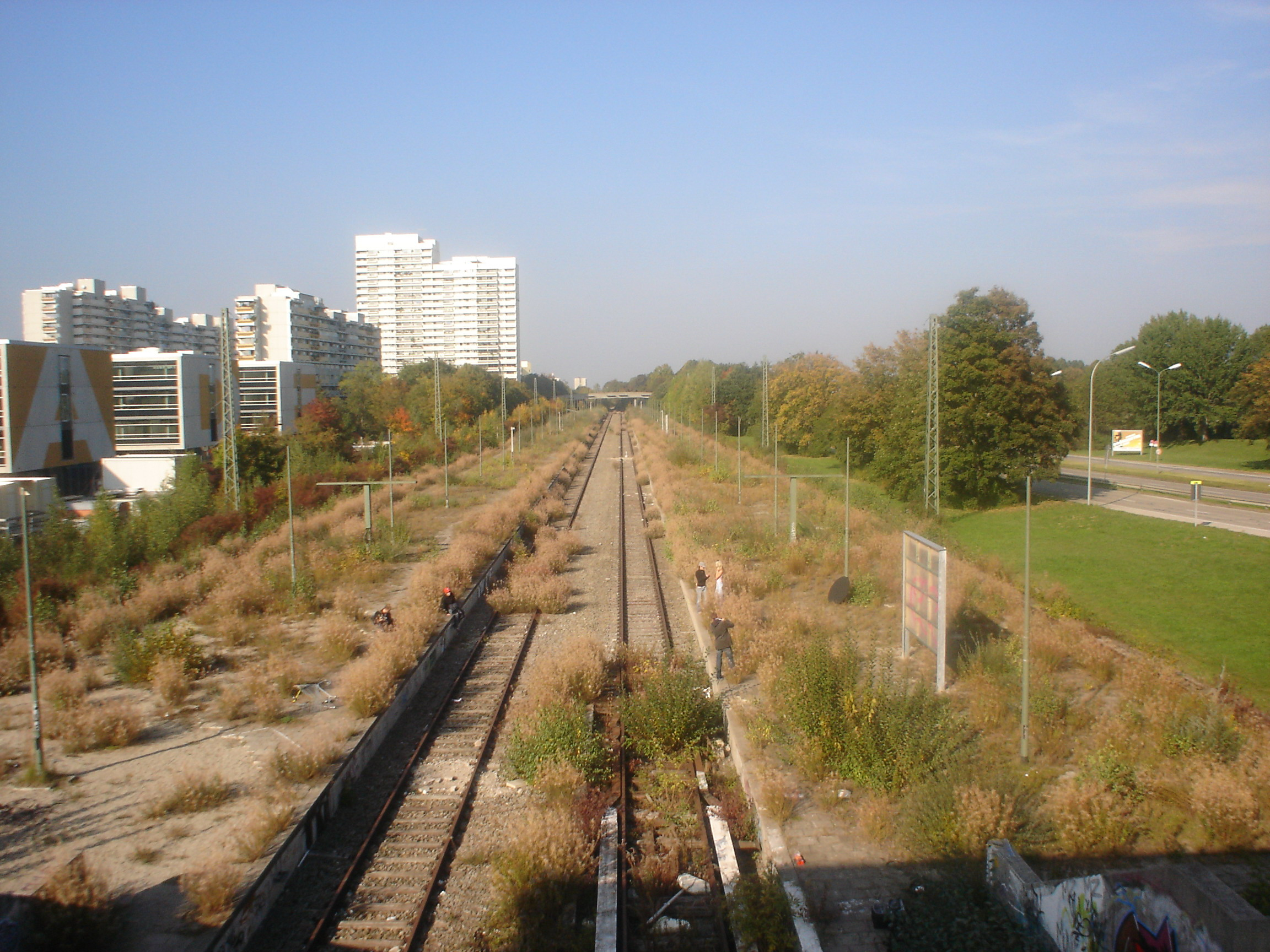
Blick vom Geisterbahnhof München Olympiastadion auf die Pressestadt

Das Hochhaus Riesstraße 82 ist ein 83 Meter hohes Hochhaus mit 22 Stockwerken. Es befindet sich in der Olympia-Pressestadt im Münchner Stadtbezirk Moosach.

## Beschreibung
Das Gebäude an der ehemaligen Bahnschneise Bahnhof München Olympiastadion westlich des Olympiaparks wurde 1972 für die Olympischen Sommerspiele gebaut und diente der internationalen Presse als Quartier. Seitdem wird es als Wohnhaus genutzt.